# 横田滋
横田 滋（よこた しげる、1932年11月14日 - 2020年6月5日）は、北朝鮮による拉致被害者である横田めぐみの父。妻は横田早紀江。北朝鮮による拉致被害者家族連絡会の代表を務めた。

## 人物・来歴

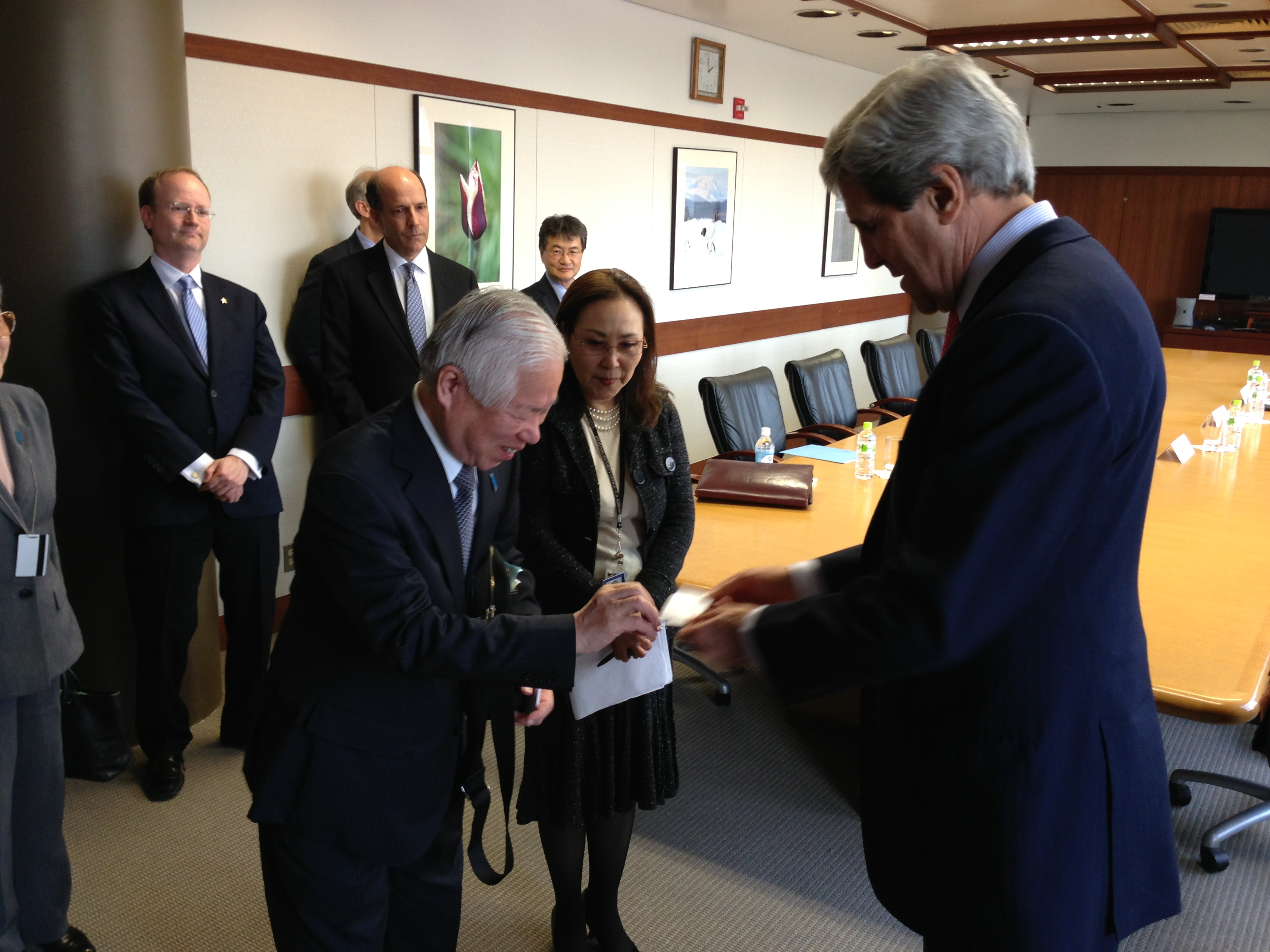
2013年4月15日、在日本アメリカ合衆国大使館にて国務長官ジョン・ケリー（右）と

北朝鮮による拉致被害者横田めぐみの父。妻は横田早紀江。子どもは長女・めぐみ、長男・拓也、次男・哲也の3人。元北朝鮮による拉致被害者家族連絡会（家族会）代表。徳島県徳島市出身。
1997年（平成9年）2月、長女の横田めぐみが北朝鮮に拉致された疑いが産経新聞などで報じられ、国会でも取り上げられると翌3月、日本各地の被害者家族とともに家族会を結成し代表に就任した。以来、妻の早紀江とともにすべての都道府県を巡回した救出を求める署名活動や1400回を超える講演を重ね救出運動に尽力。その象徴的存在になった。
2005年（平成17年）末、血小板の難病を患っていることが分った。長年の活動による疲労も重なり、2007年（平成19年）には家族会の代表を退いた。代表退任後も世論の関心を維持するため、定期的に病院で検査を受けながら各地で被害者の帰国を訴え続けた。
2014年（平成26年）にはモンゴルで横田めぐみの娘で自身の孫にあたるキム・ウンギョンと面会。ただし、その場にめぐみの姿はなく、娘救出への決意を新たにしていた。
妻は拉致事件をきっかけに洗礼を受けクリスチャンになっていたが、2017年（平成29年）には本人も日本福音キリスト教会連合中野島キリスト教会より受洗し、クリスチャンとなった。
2020年（令和2年）6月5日午後2時57分に川崎市内の病院で老衰のため死去。87歳没。内閣総理大臣の安倍晋三は私邸で記者団の取材に応じ、「 （妻と共にめぐみさんとを抱きしめる日が来るように努力してきたが実現できず）申し訳ない思いでいっぱいだ」と目に涙を浮かべながら述べた。

## 年譜

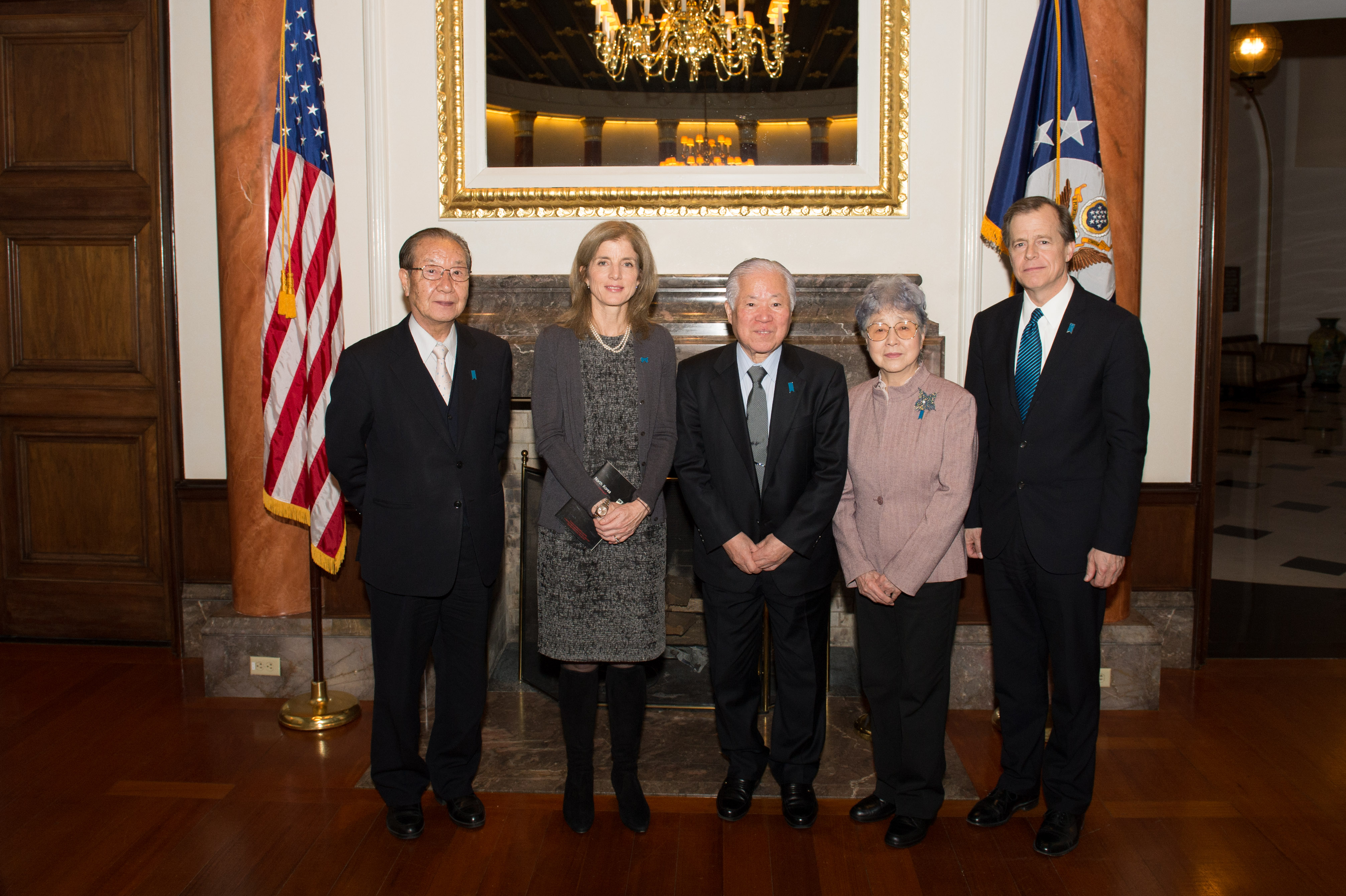
2014年1月30日、駐日アメリカ合衆国大使公邸にて北朝鮮による拉致被害者家族連絡会代表飯塚繁雄（左端）、駐日アメリカ合衆国大使キャロライン・ケネディ（左から2人目）、北朝鮮政策担当特別代表グリン・デイヴィーズ（右端）と

- 1951年：北海道札幌南高等学校卒業後、日本銀行（札幌支店[9]）入行。
- 1962年：早紀江（京都府京都市出身）と結婚。早紀江との間に長女・めぐみ、双子の長男・拓也、次男・哲也が生まれる。
- 1976年夏：転勤により広島市より新潟市に転居[10]。
- 1977年11月15日：長女・めぐみが失踪、家族による捜索ののち警察による捜索活動、機動隊も出動した[11]。滋は1週間近く仕事を休み、寝るときは、すぐに電話に出られるよう電話近くで寝た[12]。
- 1983年6月：転勤により新潟より東京都世田谷区に転居[13]。
- 1993年：日本銀行を定年退職。
- 1997年1月21日：失踪事件を調べていた国会議員秘書兵本達吉より、娘のめぐみが北朝鮮で生きているという情報が入る[14]。2月、マスコミの一斉報道[15][16]。安明進の証言により、めぐみは日本に潜入した北朝鮮の特殊部隊員により拉致されたことが判明[15]。
- 1997年3月25日：北朝鮮による拉致被害者家族連絡会（通称、「家族会」）を結成[17]、「家族会」代表となる[17]。この日、北海道在住の滋の父親が死去（93歳）[18]。翌月より街頭活動を開始[19]。各機関・政治家に救出を陳情し、署名を50万筆以上集めて8月に首相官邸に届ける[16]。
- 1998年：「家族会」を支援するために各地で生まれた救出組織をもとに北朝鮮に拉致された日本人を救出するための全国協議会（通称、「救う会」）が発足。
- 2000年3月：日本政府の北朝鮮へのコメ10万トン支援決定に対し、自由民主党本部にて座り込みの抗議[16][注釈 1]。
- 2002年9月17日：小泉純一郎首相の北朝鮮訪問、日朝平壌宣言。植竹繁雄外務副大臣より、めぐみの死を伝えられる[20][21]。9月18日、前日の宣告が北朝鮮側から通告されただけの未確認情報であったことが判明[21]。10月24日、滋・早紀江の血液とめぐみの娘とされるキム・ヘギョンの血液、めぐみの臍帯（へその緒）のDNA鑑定により、めぐみとキム・ヘギョンの親子関係に矛盾がないことが判明[22]。
- 2004年（平成16年）11月：北朝鮮がめぐみの遺骨を提出。鑑定の結果、その一部からめぐみのものとは明らかに違うDNAが検出される。
- 2005年12月9日：神奈川県内の病院で血栓性血小板減少性紫斑病の診断を受ける[23][24]。
- 2007年11月24日：健康上の理由から、約10年間続けてきた家族会代表を辞任[24]。この年、胆嚢の摘出手術を受ける[24]。
- 2014年10月：転倒して前歯を折り、7針縫う大けがを負う[24]。同年、孫のキム・ウンギョン（キム・ヘギョン）とモンゴルで面会[4][注釈 2]。
- 2016年3月：講演活動を中止[24]。
- 2017年11月4日：キリスト教の洗礼を享受。
- 2018年4月：パーキンソン病で入院[24]。
- 2020年6月5日：老衰のため川崎市内の病院で死去。87歳没[3]。
- 2020年10月24日：東京都千代田区で「お別れの会」を開催。菅義偉首相、安倍晋三首相など300人以上が参加[25][注釈 3]。

## 著作
- 「めぐみ」（前編・後編）（監修双葉社、2005年）
- 「めぐみへの遺言」（幻冬舎、2012年）

## 出演
ドキュメンタリー映画
- めぐみ 引き裂かれた家族の30年（2006年、ギャガ）

## 登場作品
映画
- めぐみへの誓い（2020年、アティカス） - 演：原田大二郎

テレビドラマ
- 北朝鮮拉致・めぐみ、お母さんがきっと助けてあげる（2003年、テレビ東京） - 演：加藤剛
- 再会〜横田めぐみさんの願い〜（2006年、日本テレビ） - 演：片岡鶴太郎

webアニメ
- めぐみ（2008年） - 声：山寺宏一

舞台
- 拉致問題啓発舞台劇「めぐみへの誓い―奪還―」（2014年〜） - 演：原田大二郎